# ダンシング・クイーン
「ダンシング・クイーン」（原題：Dancing Queen）は、スウェーデンのコーラス・グループ、ABBAの代表曲の一つで、1976年にリリースしたシングル。
ローリング・ストーンの選ぶオールタイム・グレイテスト・ソング500（2010年版）では174位にランクされている。

## 解説
作詞及び作曲は、ベニー・アンダーソン（Benny Andersson）とスティッグ・アンダーソン（Stig Anderson）とビョルン・ウルヴァース（Björn Ulvaeus）。 
公式に初めて披露されたのは、1976年6月18日に結婚したカール16世グスタフとジルフィア・レナーテ・ゾマラートの結婚披露宴の際。この模様はスウェーデン国営放送で放送されている。
ビルボード（Billboard）誌では、1977年4月9日に、週間ランキング1位を獲得。ビルボード誌1977年年間ランキングでは27位。
全英シングルチャートにおいては1976年9月4日〜10月9日にかけて6週連続1位に輝き、1976年間チャートでは4位にランクインしている。
世界13か国で1位となり、全世界で300万枚、日本で50万枚を売り上げた。ビルボード誌の集計では、アバにとっては、「テイク・ア・チャンス（Take a Chance on Me）」に次ぐヒット曲となった。
2014年に、日本限定の企画アルバム『ABBA 40/40〜ベスト・セレクション』発売にあたって、アバの日本公式サイトで実施したファン投票で1位にランクインされた。
ローリング・ストーンが選ぶ「最も素晴らしいABBAの曲」のランキングでは1位に選ばれた。
「ダンシング・クイーン」は、英語・フランス語・ドイツ語、スペイン語、スウェーデン語のヴァージョンが作られた。

## 主なカヴァー
- arie
- A*Teens
- 川村万梨阿 （1998年にメルダックより発表された、5人の女性声優〔川村の他には井上喜久子、かないみか、篠原恵美、日髙のり子の4名〕によるオリビア・ニュートン=ジョンとABBAのカヴァーアルバム「ダンシング・クイーン」にてカヴァー。このアルバムに於いては、奇数番トラックがABBAの曲、偶数番トラックがオリビア・ニュートン=ジョンの曲という構成になっていた。川村による「ダンシング・クイーン」は1曲目である）
- キャロル・ダグラス（シングル盤のスリーヴの表記から見て、恐らくこれが史上初のこの曲のカヴァーと推定される）
- 小比類巻かほる
- シェール
- P
- Little Glee Monster
- キャンディーズ

## 備考
この曲名から名付けられた（名を採った）と推定される、アマリリス、バラ、ワックスフラワー（この3つの場合、園芸品種名）、カクテルも存在する。